# Plaza Sucre (Viña del Mar)
La plaza Sucre es una plaza de forma rectangular ubicada en el centro de la ciudad de Viña del Mar, Región de Valparaíso, Chile, al sur de la Plaza José Francisco Vergara, nombrada así en honor a Antonio José de Sucre, prócer de la independencia hispanoamericana.
Se encuentra rodeada al norte por la calle Valparaíso, al sur por la calle Viana y al este y al oeste por la apertura de la prolongación de la Avenida Libertad luego de su paso por el estero Marga Marga, siendo la tercera plaza de norte a sur formada por la apertura de esta prolongación.
En su entorno se encuentra el Club de Viña del Mar, la Estación Viña del Mar del Tren Limache-Puerto, la Parroquia de Nuestra Señora de los Dolores, y tiendas de Ripley y de Falabella.

## Historia

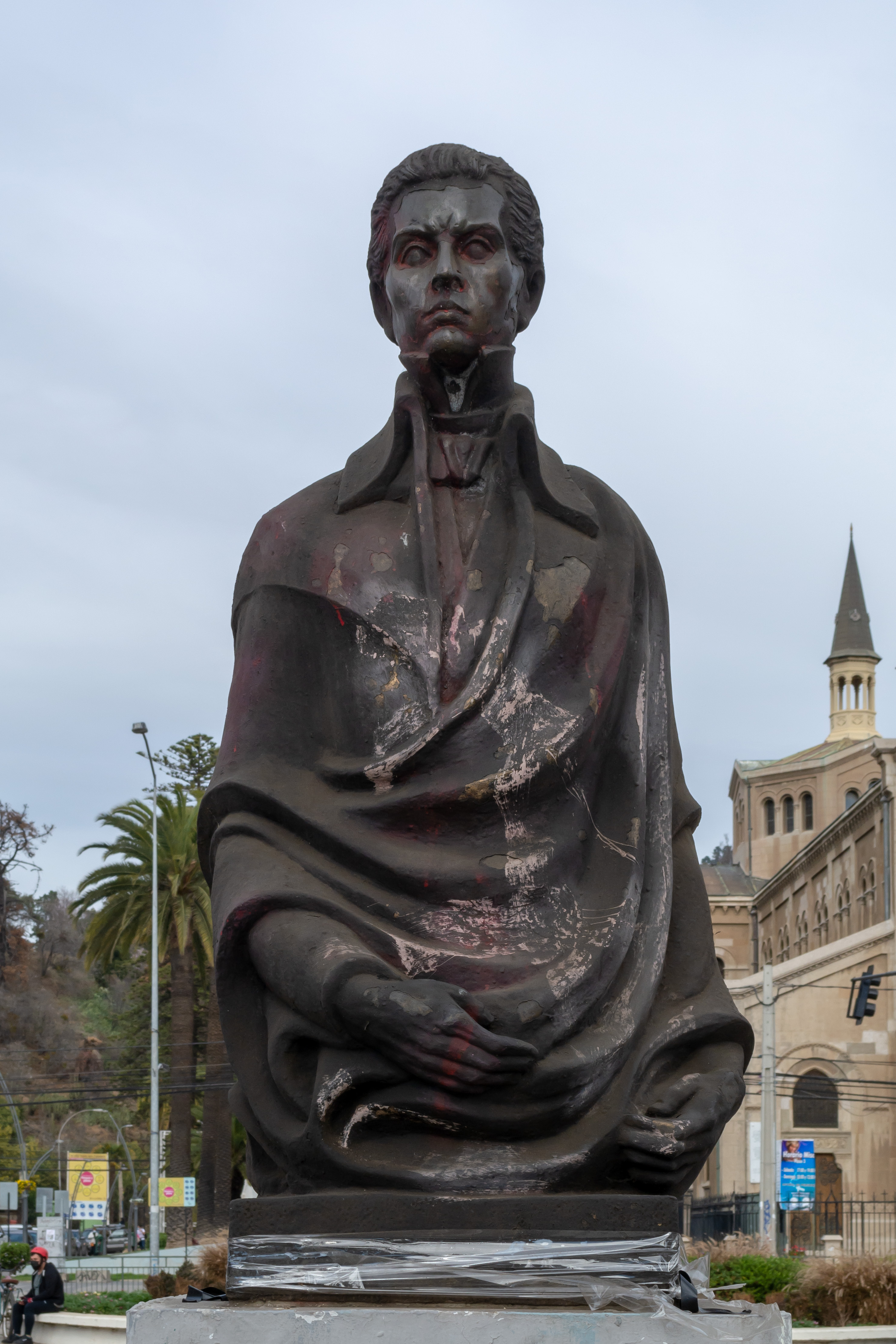
Monumento a Diego Portales, instalado en 1977.

Su construcción comenzó en el año 1882 en la calzada de la avenida Libertad entre las calles Álvarez y Valparaíso, luego de la petición de vecinos de la ciudad de Viña del Mar para contar con un espacio para la celebración de las Fiestas Patrias y de otras festividades locales.
En ese mismo año se fijó que el nombre de la plaza sería el de Plaza Arturo Prat, pero luego de terminada su construcción el nombre pasaría a ser Plaza José Francisco Vergara, en honor al fundador de la ciudad.
El 1 de enero de 1910 se erigió un monolito en honor a José Francisco Vergara, que posteriormente sería trasladado a la entrada de la Quinta Vergara.
En esos años, la plaza intercambió su nombre con la plaza que se encontraba inmediatamente al norte, la Plaza Sucre, por lo que la antigua Plaza Vergara comenzó a ser conocida como Plaza Sucre, y viceversa.
En el año 1930 sufrió una importante remodelación luego de la construcción en las cercanías del Teatro Municipal. En estos trabajos, se ensanchó la plaza para guardar relación con la calzada y se plantaron varias palmeras canarias.
En 1977, en el costado norte, fue instalado el monumento a Diego Portales, hecho en bronce por el escultor Ricardo Santander Batalla.
En 2012 se inician nuevos trabajos de remodelación de la plaza, los que incluyen la construcción de estacionamiento subterráneos y de nuevas áreas verdes.